# Carbó actiu

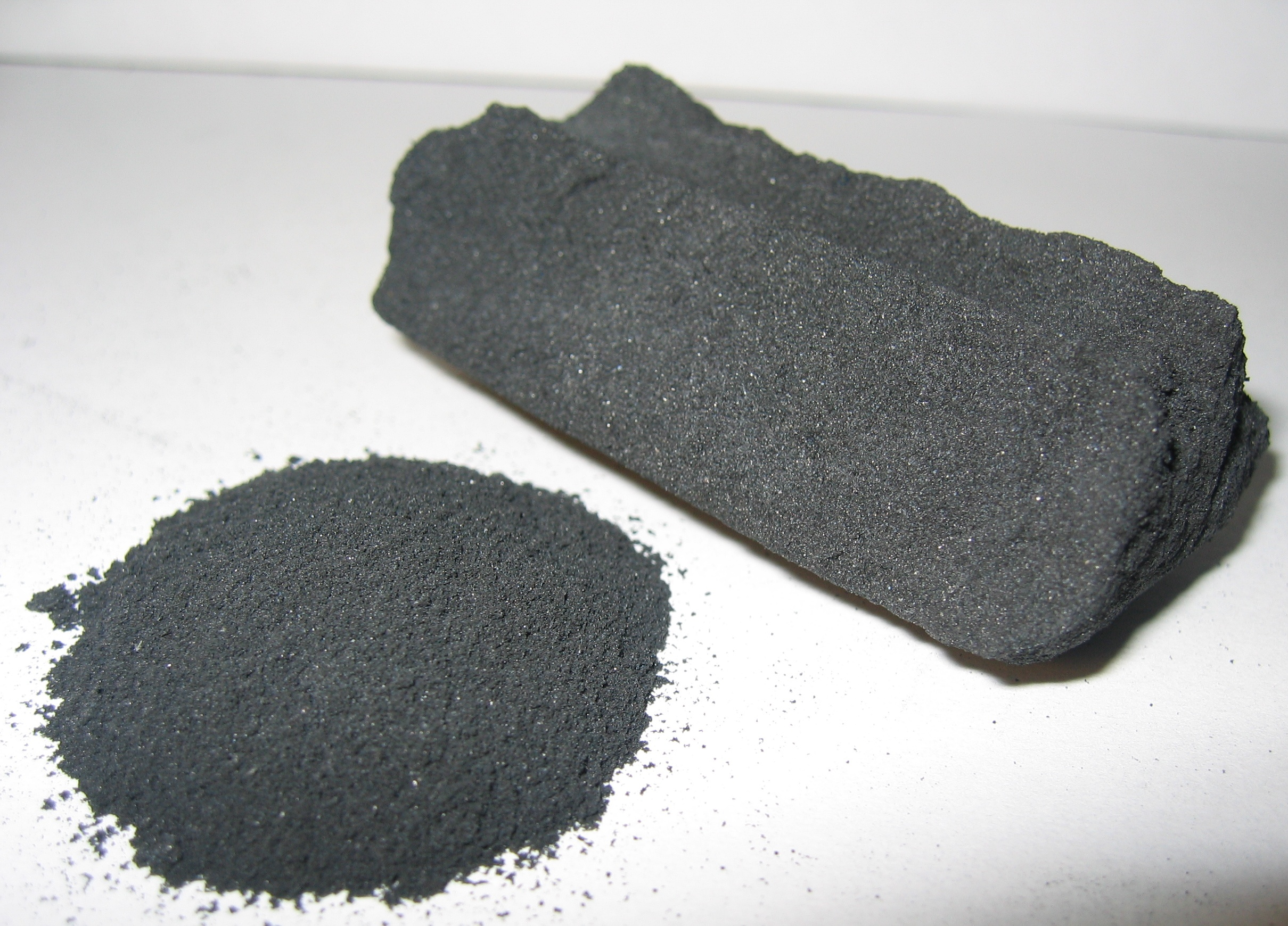
Carbó actiu.

El carbó actiu o carbó activat, és un tipus de carboni que ha estat processat per a fer-lo molt porós i, per tant, té una gran àrea superficial disponible per a l'adsorció o les reaccions químiques.
És un material caracteritzat per posseir una gran quantitat de microporus (porus menors de 2 nanòmetres). Gràcies a la seva gran microporositat, un gram de carbó activat té una àrea superficial de més de 500 m² la qual es determina normalment per l'adsorció del nitrogen en forma de gas.
Entre les utilitzacions del carbó activat hi ha l'extracció de metalls (com per exemple l'or), la purificació de l'aigua (tant pel que fa a la potabilització pública com la domèstica), aplicacions en la medicina, per al tractament de les aigües residuals, clarificació de xarops de sucre i refinament, purificació de la glicerina, en màscares antigàs, màscares de protecció en l'aplicació d'agroquímics, en filtres de purificació i en controladors d'emissions d'automòbils, entre molts altres usos.

## Producció
El carbó actiu s'obté de materials que continguin carboni com, torba, fusta, lignit i carbó. Pot ser produït amb algun d'aquests processos:
1. Reactivació física: es fan servir gasos per desenvolupar el carbó actiu, a través de la combinació dels següents processos:
  - Carbonització: el material que té carboni passa un procés de piròlisi en atmosfera inert
  - Activació/Oxidació: el material en brut o carbonitzat s'exposa a una atmosfera oxidant a altes temperatures.
2. Activació química: abans de la carbonització el material de partida és impregnat amb substàncies químiques com àcids, bases fortes, etc. aleshores el material base es carbonitza a temperatures d'entre 450-900 °C.

## Propietats
Un gram de carbó actiu pot arribar a tenir una àrea superficial de més de 500 m², i arribar fins als 1500 m². Els aerogels de carboni, que són més cars, poden tenir superfícies encara més grans però només es fan servir en aplicacions especials.
Sota un microscopi electrònic, es pot veure l'estructura del carbó activat, s'observen diversos tipus de porositat, els microporus proporcionen condicions superiors per l'adsorció, ja que el material pot interaccionar simultàniament. Les proves per mesurar l'adsorció es fan amb gas nitrogen a 77 K sota un alt buit, però en les aplicacions ordinàries el carbó actiu és capaç de produir una adsorció equivalent a passar aigua líquida, de temperatura normal, a vapor a 100 °C i a una pressió d'1/10.000 d'una atmosfera.
Físicament, el carbó actiu s'uneix als materials per la força de van der Waals o la força de dispersió de London.
El carbó activat no s'uneix bé amb alguns productes químics com alcohols, glicols, amoni, àcids forts i bases fortes, metalls i molts productes inorgànics com liti, sodi, ferro, plom, arsènic, fluor, i àcid bòric. El carbó activat no adsorbeix gaire el iode i aquest element es fa servir de fet per mesurar l'àrea superficial total.

## Classificació
Són productes complexos difícils de classificar i per això es classifiquen segons les seves característiques físiques.

### Carbó actiu en pols (sigles en anglès:PAC)
Tradicionalment els carbons actius es fan en forma de pols o de grans fins de menys de 1.0 mm de mida amb un diàmetre mitjà de 15 i 25mm.

### Carbó actiu granular (GAC)
El carbó actiu granulat té les partícules més grans i, per tant, amb menor àrea superficial. Aquest tipus es prefereix per l'adsorció de gasos. S'utilitzen en el tractament d'aigua, desodorització i separació de components.

### Carbó actiu extrudat (EAC)
És un carbó tractat per extrusió i té una forma cilíndrica amb diàmetres de 0.8 a 45mm. tenen poc contingut en pols.

### Carbó impregnat
Conté diversos tipus d'impregnats inorgànics com iode, plata, etc. Amb la plata té propietats antimicrobianes i antisèptiques i es fa servir en la purificació de l'aigua domèstica.

### Carbó amb coberta de polímers
Es pot fer una coberta de polímers biocompatibles que serà permeable sense bloquejar els porus es fa servir en medicina per a fer tractaments de la sang (hemoperfusió).

### Altres
El carbó activat es pot obtenir en formes especials com els vestits i les fibres que es poden fer servir, per exemple, en proteccions per a militars.

## Propietats del carbó actiu
- Valor del Iode: és el paràmetre usat per caracteritzar el nivell de l'activitat del carbó actiu s'expressa sovint com mg/g i normalment va de 500 a 200mg/g.
- Melasses: alguns carbons activats estan més adaptats a adsorbir molècules grans. L'eficiència de les melasses és la mesura del contingut de mesoporus (porus mitjans de 20 Å, o més grans de 2 nm) en el carbó activat per l'adsorció de les melasses en solució.
- Adsorció de tanins els tanins són una barreja de molècules grans i mitjanes i els carbons activats que tenen una combinació de macroporus i mesoporus adsorbeixen els tanins (adsorció que va de 200 ppm a 362 ppm)
- Blau de metilè: alguns carbons activat l'adsorbeixen des d'11 a 28 g/100g.
- Decloració: Avaluació dels carbons activats segons l'eficiència en treure el clor.
- Densitat aparent: Altes densitats aparents proporcionen major activitat i normalment indiquen més qualitat del carbó activat.
- Duresa: Mantenir la integritat física (hi ha moltes diferències en la duresa entre els carbons actius) és un indicador de la qualitat del carbó actiu.
- Contingut de cendres: Les cendres redueixen l'activitat del carbó actiu i redueixen l'eficiència de la reactivació.

## Exemples d'adsorció
- Catàlisi heterogènia: és la més comuna en la indústria, ocorre quan un catalitzador sòlid interacciona amb una font de subministrament gasosa que són els reactius. Amb l'adsorció dels reactius en el catalitzador es crea un enllaç químic que altera la densitat electrònica al voltant de la molècula del reactiu i permet que es facin reaccions químiques que normalment no serien possibles. El carbó actiu faria el paper del catalitzador
- Adsorció refrigeració: representa l'adsorció d'un gas refrigerant dins un adsorbent a baixa pressió i amb la posterior desorció per escalfament. L'adsorbent actua com un "compressor químic" conduït per la calor. El carbó actiu seria l'adsorbent. El sistema muntat com un panell solar faria de refrigerador amb energia solar.

## Aplicacions
El carbó actiu es fa servir en sistemes de purificació de l'aire contaminat, purificació de l'or, metal·lúrgia extractiva, purificació de l'aigua, medicina, tractament d'aigües negres, filtres d'aire i màscares de gas i filtrants.

### Aplicacions en química analítica
El carbó actiu es fa servir com a fase estacionària en la separació per cromatografia a baixa pressió dels hidrats de carboni (mono, di i trisacàrids) fent servir solució d'etanol com a fase mòbil.

### Aplicacions mediambientals
L'adsorció de carbó té nombroses aplicacions per llevar els contaminants de l'aire o de l'aigua, en vessaments, remediació d'aigües subterrànies, filtració d'aigües per a potabilitzar-les, purificadors d'aire, capturar components volàtils (de les pintures, gasolina, etc.) També es fa servir per mesurar les concentracions del gas radó en l'aire.

### Aplicacions mèdiques
Es fa servir el carbó activat contra l'enverinament i sobredosi per ingestió oral. En cas de sospita s'administra en els hospitals per via d'urgència amb dosis normalment d'1 gram/kg de pes corporal i acostuma a ser el tractament de referència.
El carbó activat no sembla efectiu en les acumulacions de toxines a llarg termini com les que ocorren per usar herbicides tòxics.
El mecanisme d'acció és el d'unir-se el carbó actiu amb la toxina per a prevenir-ne l'absorció intestinal i interromp la circulació enterohepàtica d'algunes toxines i els seus metabòlits.